# Aeroportul Lanzarote
Aeroportul Lanzarote (IATA: ACE, ICAO: GCRR) este un aeroport din Lanzarote, Las Palmas, Insulele Canare, Spania ce deservește zona San Bartolomé⁠(d). Aeroportul a fost tranzitat în 2022 de 7.350.451 de pasageri. A fost deschis în 1936.
Situat la o altitudine de 14 m, aeroportul dispune de 1 pistă. Este operat de ENAIRE⁠(d).

## Infrastructură

### Piste
Aeroportul dispune de o singură pistă. Pista 03/21 are suprafața de asfalt și dimensiunile 2.400 m × 45 m. 